# Ovidiu Tudorici
Ovidiu Tudorici (n. 16 octombrie 1969) este un politician român, care a candidat la alegerile prezidențiale din 2004 din partea partidului Uniunea pentru Reconstrucția României.
A absolvit Facultatea de Drept "Petre Andrei" din Iași în anul 1997. Începând cu anul 2004 este viceprimar al municipiului Câmpulung Moldovenesc.